# Corali Schübler
Per Corali Schübler, detti anche Sei corali di diversa specie (BWV 645-650), si intende una raccolta di sei preludi per organo composti da Johann Sebastian Bach. I sei brani sono stati stampati e pubblicati intorno al 1748 da Johann Georg Schübler, dal quale prendono il nome.
La raccolta era stata originariamente intitolata da Bach Sechs Choräle von verschiedener Art auf einer Orgel mit 2 Clavieren und Pedal vorzuspielen verfertiget von Johann Sebastian Bach Königl:Pohln: und Chur:Saechs: Hoff-Compositeur Capellm: u: Direct: Chor: Mus: Lips: In Verlegung Joh:Georg Schüblers zu Zella am Thüringer Walde. Sind zu haben in Leipzig bey Herr Capellm: Bachen, bey dessen Herrn Söhnen in Berlin und Halle, u: bey dem Verleger zu Zella, e per questo detti anche "Sei corali di diversa specie", come recita appunto l'incipit.
I pezzi sono composti per organo a due tastiere con pedaliera. Caso unico fra le opere organistiche di Bach, i brani di questa raccolta sono trascrizioni delle sue cantate.
| BWV | Nome                                     | Trascritto da |
| --- | ---------------------------------------- | --- |
| 645 | Wachet auf, ruft uns die Stimme          | Cantata 140, quarto movimento (tenore). |
| 646 | Wo soll ich fliehen hin                  | Il preludio BWV 646 non è trascritto da alcuna delle cantate conosciute di Bach. Potrebbe essere la trascrizione di una cantata andata perduta. |
| 647 | Wer nur den lieben Gott lässt walten     | Cantata 93, quarto movimento (duetto per soprano e contralto).                                                                                  |
| 648 | Meine Seele erhebt den Herren            | Cantata 10, quinto movimento (duetto per contralto e tenore).                                                                                   |
| 649 | Ach bleib bei uns, Herr Jesu Christ      | Cantata 6, terzo movimento (soprano). |
| 650 | Kommst du nun, Jesu, vom Himmel herunter | Cantata 137, secondo movimento (contralto). |

## La simbologia nascosta
Sul frontespizio originale, scritto da Johann Sebastian Bach, il titolo dell'opera è scritto su 14 righe, ossia la somma numerologica delle lettere BACH (B 2 + A 1 + C 3 + H 8 = 14), e ci sono 41 (la somma delle lettere JSBACH) parole nell'intera pagina. La raccolta è interamente scritta su 14 pagine con tre righe di musica per pagina e solo due righe nell'ultima.
Il numero di battute di ciascuno dei sei brani è rispettivamente 54, 33, 34, 35, 46 e 54. Nelle opere di Bach, infatti, fattori quali il numero delle battute sono tutt'altro che casuali: il totale delle battute che compongono i sei brani è 256, cioè 2 7 + 2 7. Esattamente a cavallo delle due battute centrali (battuta 128 e 129) ci sono quattro note sorprendenti: secondo il nome italiano delle note: Si bemolle, La, Do, Si naturale. Secondo il nome tedesco: B, A, C, H.